# Rhyopsocus texanus
Rhyopsocus texanus är en insektsart som först beskrevs av Banks 1930.  Rhyopsocus texanus ingår i släktet Rhyopsocus och familjen Psoquillidae. Inga underarter finns listade i Catalogue of Life.